# Cranogona vasconicum
Cranogona vasconicum är en mångfotingart som beskrevs av Ribaut 1913. Cranogona vasconicum ingår i släktet Cranogona och familjen Anthogonidae. Inga underarter finns listade i Catalogue of Life.